# Wojciech Wiśniowski
Wojciech Piotr Wiśniowski (ur. 28 maja 1967 w Szczecinie) – polski samorządowiec, od 2010 roku starosta powiatu sławieńskiego.       

## Życiorys
Pracował jako dyrektor Miejskiego Przedsiębiorstwa Gospodarki Komunalnej w Darłowie. W styczniu 2012 roku został prezesem Powiatowej Ochotniczej Straży Pożarnej w Sławnie.

### Działalność polityczna
Dołączył do Platformy Obywatelskiej RP. W wyborach samorządowych w 2010 roku kandydował z list PO do rady powiatu sławieńskiego w okręgu 1. Został wybrany radnym uzyskując 541 głosów (9,83%). 2 grudnia tego samego roku został wybrany starostą powiatu. W wyborach samorządowych w 2014 roku uzyskał reelekcję jako radny powiatu z wynikiem 592 głosów (14,29%). 28 listopada tego samego roku został ponownie wybrany starostą. W wyborach samorządowych w 2018 roku ponownie uzyskał reelekcję otrzymując 504 głosy (9,84%). Po wyborach został ponownie wybrany starostą. W wyborach w 2024 roku uzyskał reelekcję jako radny powiatu otrzymując 717 głosów. W maju tego samego roku jeszcze raz wybrano go starostą.